# Alberto Bemporad
Alberto Bemporad (Recco, 26 settembre 1913 – Genova, 20 agosto 2007) è stato un politico italiano.

## Biografia
Deportato, internato militare, per diciotto mesi nei campi di concentramento tedeschi durante il secondo conflitto mondiale, fu protagonista della ricostruzione alla guida dell'ospedale San Martino.
È stato assessore, consigliere comunale, deputato per quattro legislature, sottosegretario agli Esteri nel governo Andreotti II e infine commissario generale per l'esposizione internazionale Expo '92 tenutasi a Genova nel 1992 dal tema Cristoforo Colombo - La nave e il mare. Membro della Resistenza, è stato per anni presidente dell'Associazione ligure Deportati. A Genova ha ricoperto la carica di consigliere comunale e di presidente dell'ospedale San Martino.
Muore nell'estate 2007 all'età di 93 anni.